# 第2後方支援旅団 (フランス軍)
第2後方支援旅団（だいにこうほうしえんりょだん、フランス語：2e brigade logistique：2e BL）は、フランス陸軍の旅団のひとつ。CFLT隷下の兵站旅団で司令部をジロンド県サン＝メダール＝アン＝ジャルに置く。陸軍の後方支援全般を担当する。2009年に解隊された。

## 沿革
- 1998年7月1日 - 陸軍組織の大改編に先んじて第1後方支援旅団として新編される
- 2009年9月10日 - 解隊される

## 編制
- Martignas駐屯地（ジロンド県）
  - 第503輜重連隊
- Brie (Charente)駐屯地（シャラント県） 
  - 第515輜重連隊
- La Martinerie駐屯地（アンドル県）
  - 第517輜重連隊
- トゥールーズ駐屯地（オート＝ガロンヌ県）
  - 第3補給連隊
- ニーム駐屯地（ガール県）
  - 第4補給連隊
- リヨン駐屯地（ローヌ県）
  - 第7補給連隊
  - 第3衛生連隊
- ドラギニャン駐屯地（ヴァール県）
  - 第5補給大隊
- Poitiers駐屯地（ヴィエンヌ県）
  - 第9補給大隊
- マルセイユ駐屯地（ブーシュ＝デュ＝ローヌ県）
  - 第3後方支援群
- トゥールーズ駐屯地（オート＝ガロンヌ県）
  - 第4後方支援群